# تأثير هول الكمي الجزئي
إن تأثير هول الكمي الجزئي (FQHE) هو ظاهرة فيزيائية تُظهر فيها توصيل هول للإلكترونات ثنائية الأبعاد الهضاب المحددة بدقة عند القيم الكسرية لـ{\displaystyle e^{2}/h}. إنها خاصية لحالة جماعية تربط فيها الإلكترونات خطوط التدفق المغناطيسي لتكوين أشباه جسيمات جديدة، وحالة الإثارة لها شحنة أولية جزئية وربما أيضًا إحصائيات كسرية. مُنحت جائزة نوبل في الفيزياء لعام 1998 لكل من روبرت لافلين وهورست شتورمر ودانيل تسوي «لاكتشافهم شكلاً جديدًا من السوائل الكمومية مع حالة إثارة مشحونة جزئيًا» ومع ذلك، كان تفسير لافلين تخمينًا ظاهريًا وينطبق فقط على الحشوات {\displaystyle \nu =1/m} حيث {\displaystyle m} عدد صحيح فردي. الأصل المجهري لـFQHE هو موضوع بحث رئيسي في فيزياء المواد المكثفة.